# Odruch Bainbridge’a
Odruch Bainbridge’a, odruch sercowo-naczyniowy – jeden z odruchów wewnątrzsercowych, polegający na zwiększeniu częstości rytmu serca po zwiększeniu ilości krwi krążącej. Pośredniczą w nim receptory znajdujące się w ścianie obu przedsionków serca. Jest odruchem adaptującym do wysiłku fizycznego.

## Mechanizm
Bodźcem jest zwiększenie powrotu żylnego do przedsionków serca i rozciągnięcie ich ściany, w której obecne są mechanoreceptory objętościowe typu B. Droga dośrodkowa odruchu biegnie nerwami błędnymi do jądra pasma samotnego (NTS), natomiast odśrodkowa włóknami sympatycznymi. Efektorami są przedsionki, a głównie węzeł zatokowo-przedsionkowy (Keitha-Flacka) w prawym przedsionku. Pobudzenie węzła powoduje przyspieszenie akcji serca (HR).

## Historia
Odruch jako pierwszy opisał w 1915 roku angielski fizjolog Francis Arthur Bainbridge (1874–1921). W doświadczeniach na psach zauważył, że infuzja krwi albo roztworu soli do układu krwionośnego zwierzęcia zwiększała częstość rytmu jego serca; zjawisko to występowało nawet wtedy, gdy ciśnienie tętnicze krwi nie wzrastało. Następnie Bainbridge zaobserwował, że zjawisko zachodziło gdy ciśnienie żylne wzrastało na tyle, aby nastąpiło rozszerzenie prawego przedsionka; efekt był zniesiony po wagotomii znoszącej wpływ nerwu błędnego na serce.